# Karate ai Giochi mondiali 2022 - Kata femminile
La gara di kata femminile di karate ai Giochi mondiali 2022 si è svolta l'8 luglio 2022 a Birmingham.

## Risultati

### Fase a gironi

#### Gruppo A
| Pos | Atleta         | G | W | L | PF    | PA    | PD    | Pts |
| --- | -------------- | - | - | - | ----- | ----- | ----- | --- |
| 1   | Hikaru Ono     | 3 | 3 | 0 | 76.44 | 73.34 | +3.10 | 6   |
| 2   | Grace Lau      | 3 | 2 | 1 | 74.68 | 74.38 | +0.30 | 4   |
| 3   | Sakura Kokumai | 3 | 1 | 2 | 72.72 | 74.78 | −2.06 | 2   |
| 4   | Aya Hesham     | 3 | 0 | 3 | 73.20 | 74.54 | −1.34 | 0   |

#### Gruppo B
| Pos | Atleta            | G | W | L | PF    | PA    | PD    | Pts |
| --- | ----------------- | - | - | - | ----- | ----- | ----- | --- |
| 1   | Sandra Sánchez    | 3 | 3 | 0 | 78.20 | 72.88 | +5.32 | 6   |
| 2   | Carola Casale     | 3 | 2 | 1 | 74.00 | 73.58 | +0.42 | 4   |
| 3   | Jasmin Jüttner    | 3 | 1 | 2 | 72.40 | 74.12 | −1.72 | 2   |
| 4   | Alexandrea Anacan | 3 | 0 | 3 | 70.84 | 74.86 | −4.02 | 0   |

### Fase finale
|  | Semifinale     | Semifinale     | Semifinale     |                |            | Finale            | Finale            | Finale            |  |
|  |                |                |                |                |            |                   |                   |                   |  |
|  | Carola Casale  | Carola Casale  | 25.08          |                |            |                   |                   |                   |  |
|  | Carola Casale  | Carola Casale  | 25.08          |                |            |                   |                   |                   |  |
|  | Hikaru Ono     | Hikaru Ono     | 26.34          |                |            |                   |                   |                   |  |
|  | Hikaru Ono     | Hikaru Ono     | 26.34          |                | Hikaru Ono | Hikaru Ono        | 27.00             |                   |  |
|  |                |                |                |                | Hikaru Ono | Hikaru Ono        | 27.00             |                   |  |
|  |                |                | Sandra Sánchez | Sandra Sánchez | 27.92      |                   |                   |                   |  |
|  | Grace Lau      | Grace Lau      | Sandra Sánchez | Sandra Sánchez | 27.92      | 25.66             |                   |                   |  |
|  | Grace Lau      | Grace Lau      |                |                |            | 25.66             |                   |                   |  |
|  | Sandra Sánchez | Sandra Sánchez | 26.92          |                |            | Finalina 3º posto | Finalina 3º posto | Finalina 3º posto |  |
|  | Sandra Sánchez | Sandra Sánchez | 26.92          |                |            |                   |                   |                   |  |
|  |                |                |                |                |            |                   |                   |                   |  |
|  |                |                |                |                |            | Carola Casale     | Carola Casale     | 25.54             |  |
|  |                |                |                |                |            | Carola Casale     | Carola Casale     | 25.54             |  |
|  |                |                |                |                |            | Grace Lau         | Grace Lau         | 26.28             |  |